# Le Dernier Parrain (roman)
Pour les articles homonymes, voir Le Dernier Parrain.
Le Dernier Parrain (titre original : The Last Don) est un roman policier de Mario Puzo, l'auteur du Parrain, qui raconte l'histoire de la famille mafieuse des Clericuzio à Las Vegas.

## Adaptation à la télévision
- 1997 : Le Dernier Parrain (The Last Don), mini-série américaine en trois épisodes de 90 minutes réalisée par Graeme Clifford, avec Danny Aiello, David Marciano, Jason Gedrick et Joe Mantegna